# Зурабов, Аршак Герасимович
Аршак Герасимович Зурабов (арм. Արշակ Զուրաբով, 1873, Тифлис — 3 января 1920, Эривань, Армения) — российский революционер-меньшевик, член «Союза борьбы за освобождение рабочего класса».

## Биография

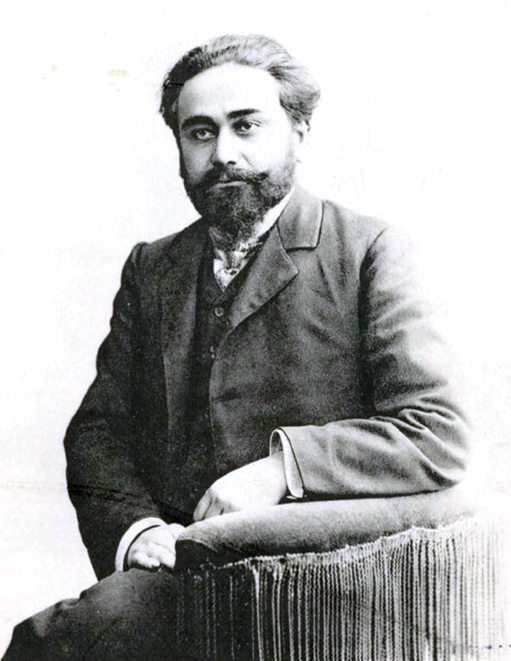
А. Г. Зурабов

Родился в 1873 году в Тифлисе в семье коллежского асессора. Армянин. Учился в Тифлисском реальном училище, которое закончил в 1893 году. В 1892 году вступил в РСДРП.
В 1893 году поступил в Харьковский технологический институт, но был исключён в 1894 году за участие в студенческих волнениях. Затем учился в Петербургском лесном институте, но курса не кончил и в 1900 году был призван на службу в армию.
С 1903 года состоял во фракции большевиков, был делегатом II съезда РСДРП. За хранение нелегальной литературы был арестован и сослан в Астрахань, но в августе 1904-го был амнистирован. В конце того же года, будучи прапорщиком запаса, во время русско-японской войны был мобилизован и откомандирован в Ташкент, где редактировал газеты «Новый путь» и «Работник». В ноябре 1905 года вновь был арестован, но уже через три месяца, в январе 1906 года, вышел на свободу.
Вернувшись в Тифлис, издавал на армянском языке социал-демократическую газету «Осанк», сотрудничал в армянском журнале «Тараз». В 1906 г. перешёл к меньшевикам, принимал участие в V съезде РСДРП.
Избран во II Думу от съезда городских избирателей Тифлиса, входил в Социал-демократическую фракцию, состоял в комиссиях по исполнению государственной росписи доходов и расходов, о неприкосновенности личности, жилищ, тайны корреспонденции. 16 апреля 1907 года (по старому стилю) выступил на закрытом заседании, посвящённом вопросу о численности новобранцев, заявив, что «армия будет великолепно воевать с нами, и вас, господа, разгонять, и будет терпеть поражения на востоке». Такая речь разгневала членов правых партий. 17 апреля председатель правительства П. А. Столыпин упомянул Зурабова в письме Николаю II:
Приемлю долг доложить Вашему Величеству, что, как видимо из прилагаемого стенографического отчета, члену Думы Зурабову (армянин), оскорбившему армию, было сделано замечание, и он лишен был слова. Между тем, на вопрос Головина, заданный по телефону во время заседания, о том, какой исход дела я признавал бы желательным, я ответил ему, что министры не вернутся в зал заседаний, если Зурабов не будет на этом заседании из Думы исключен… Головин просил, чтоб я его принял, и был он у меня в 12 часов ночи… Я ему объяснил, что, во всяком случае, сделанным Зурабову замечанием я не считаю уничтоженным оскорбление, нанесенное русской армии, и что, пока Дума не даст достаточного удовлетворения армии, военный министр в Думе не покажется.

При этом я позволил себе упомянуть, что знаю, насколько чувствительно Ваше Величество относитесь ко всему, касающемуся чести армии, и что Дума должна помнить и об обязанностях своих к Вам, Государь, как к верховному вождю армии… Не мог я не высказать Головину, что в каждом иностранном парламенте такого Зурабова разорвали бы на клочки или, по крайней мере, отхлестали бы.
Утром 17 апреля председатель Думы Ф. А. Головин принёс Столыпину и военному министру А. Ф. Редигеру извинения от имени Думы.
3 июня 1907 года, в день роспуска II Государственной Думы, был арестован в числе 55 депутатов-социалистов и приговорён к четырём годам каторги.
В апреле 1908 года под усиленным конвоем доставлен в Петербург по Николаевской железной дороге, задержанный в Баку бывший депутат 2 Государственной думы Зурабов. С вокзала Николаевской дороги арестованный отправлен в жандармское управление, а оттуда в «Кресты».
Бежал из ссылки, находясь в Иркутской губернии, эмигрировал в Швейцарию. В эмиграции входил в Августовский антипартийный блок. Во время Первой мировой войны сотрудничал с Парвусом, с 1915 года был сотрудником Института изучения последствий войны, созданного им в Копенгагене.
После Февральской революции, как и большинство других политэмигрантов, вернулся в Россию, являлся членом исполнительного комитета Петроградского Совета, был делегатом I Всероссийского съезда Советов рабочих и солдатских депутатов, членом Предпарламента. После Октябрьской революции был избран во Всероссийское учредительное собрание от меньшевиков, после его роспуска уехал в Грузию. В 1918 году Зурабов был выслан из Грузии в Армению за оппозиционную деятельность, умер в начале 1920 года от тифа.

## Сочинения
- Вторая Государственная Дума: впечатления — СПб., 1908. — 181 с.